# Légume vert
Légume vert désigne divers légumes regroupés sur la base de critères variables. Pour autant, l'expression est vivace et opératoire depuis le XVIIe siècle jusqu'à nos jours, en français comme dans d'autres langues romanes.

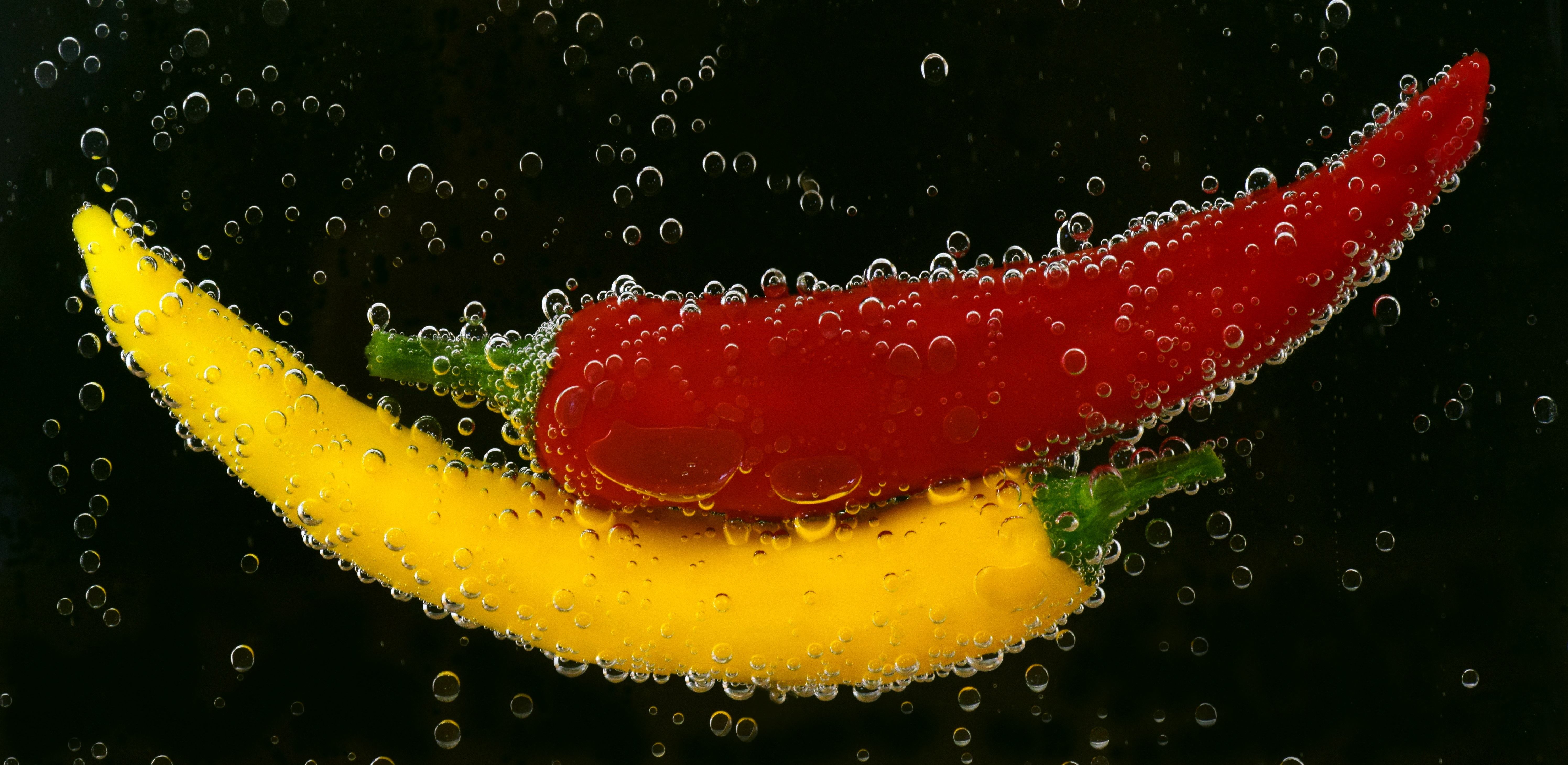
Les poivrons jaunes et rouges sont réputés des légumes verts.

## Des définitions hétérogènes et imprécises
Les critères définitoires des légumes verts sont multiples et imprécis faisant intervenir : 
- la partie de la plante consommée : le diététicien-nutritionniste Cédric Ménard, écrit : « un légume vert est une plante potagère dont on consomme selon les variétés les feuilles, les cardes, les tiges, les racines ou les fruits », il exclut donc les graines comme les petits pois frais [1].

- Le mode de consommation cuit ou cru : L'Encyclopédie (1765) introduit l'idée de légumes mangés cuits ou cru (crudités) : « les légumes verts cuits diffèrent peu des légumes respectifs mangés secs et cuits… ».  Les salades vertes, les chicorées de diverses couleurs qui se mangent crues ne sont généralement pas des légumes verts alors que les chicorées de Catalogne cuites en sont, les endives qui se mangent crues ou cuites sont des 2 mondes, et la chicorée frisée est considérée par certains comme un légume par d’autres comme une salade [2],[3].
- Le mode de consommation et de production pour les statistiques commerciale du XIXe siècle : « toutes les plantes potagères ou admises dans les cuisines, soit qu'elles se cultivent dans les jardins ou dans les champs ; telles que choux, carottes, navets, asperges, oignons, artichauts, petits pois, salades, etc. »  [4].légumes verts de toutes les couleurs

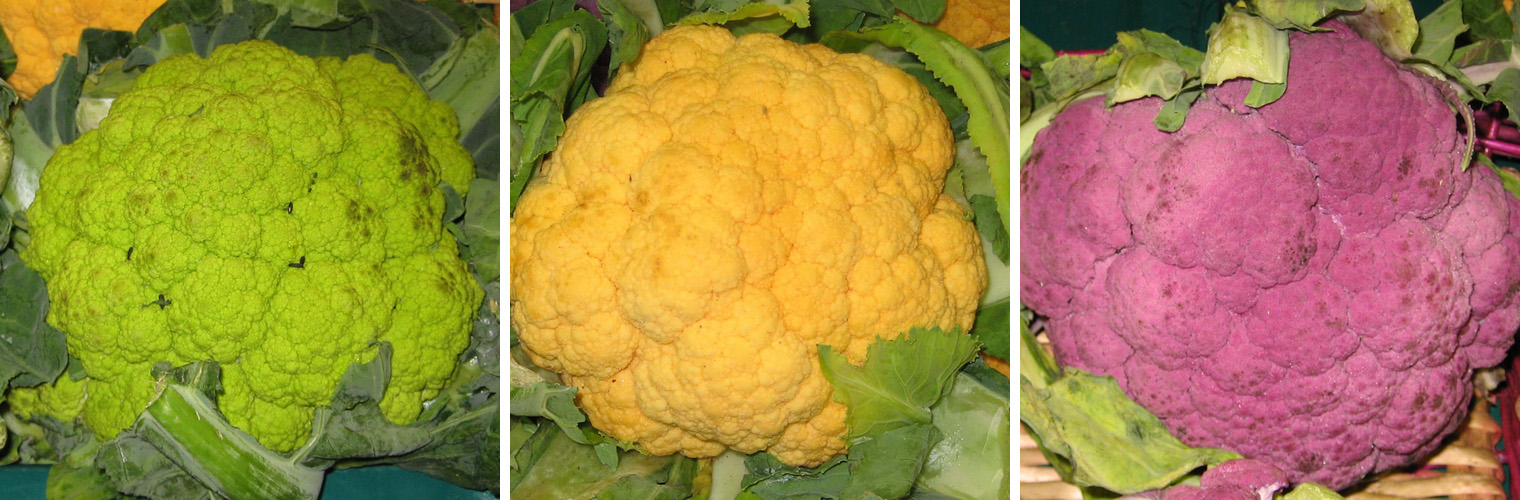
légumes verts de toutes les couleurs

- La couleur : l'Industrie des conserves (1950) simplifie la définition : « c'est un légume dont la partie comestible est de couleur verte »[5].

- La fraîcheur : depuis le XIXe siècle le légume vert se définit par opposition au légume sec, y compris en droit, et quand on veut parler de légume frais[6],[7],[8],[9].

- La richesse en amidon : ils s'opposent aux féculents (garniture de féculents ou de légumes verts)[10].

Selon ces critères variables, l'appartenance de tel ou tel légume à la catégorie sera pertinente ou non. Ainsi, si le légume vert s'oppose au légume féculent, la tomate (qui est botaniquement un fruit) souvent rouge est un légume vert qui se mange cru ou cuit. Le petit pois, bien que de couleur verte, est un légume féculent, sauf jeune (et toujours vert), Urbain Dubois le classe alors dans les légumes verts . Tomate et petit pois étant disponibles frais ou secs et dans ce cas, ce ne sont plus des légumes verts. 
D'autres langues présentent la même confusion autour de termes collectifs désignant des légumes par leur verdeur : en italien le terme verdura est employé indifféremment avec ortaggio légume, en espagnol las verduras avec hortalizas (horta = jardin potager), en portugais 3 termes sont sources de casuistique : verduras, legumes, hortaliças, car les plantes potagères ne sont nulle part dans les pays de langues romanes toutes vertes, loin de là ,. 
En anglais, leaf vegetable, aussi appelé vegetable greens ou greens est l'équivalent du français légume-feuille et non de légume vert.

## Histoire

### La couleur verte des légumes d'autrefois
Pour l'antiquité romaine, le chou est le légume vert par excellence, holus ou olus désigne le chou et aussi l'ensemble des légumes verts, sa racine indo-européenne ghel signifie vert ou jaune. Le DERom définit la racine romane « βɪrd‑e/ adj. : Qui est d’une couleur semblable à celle des feuilles au printemps, vert ». Et déjà ces verdures n'ont pas la réputation d'une bonne viande : le goinfre des comédies latines « n’utilise aucun légume vert ; il s’empiffre de lard avec plaisir » .   

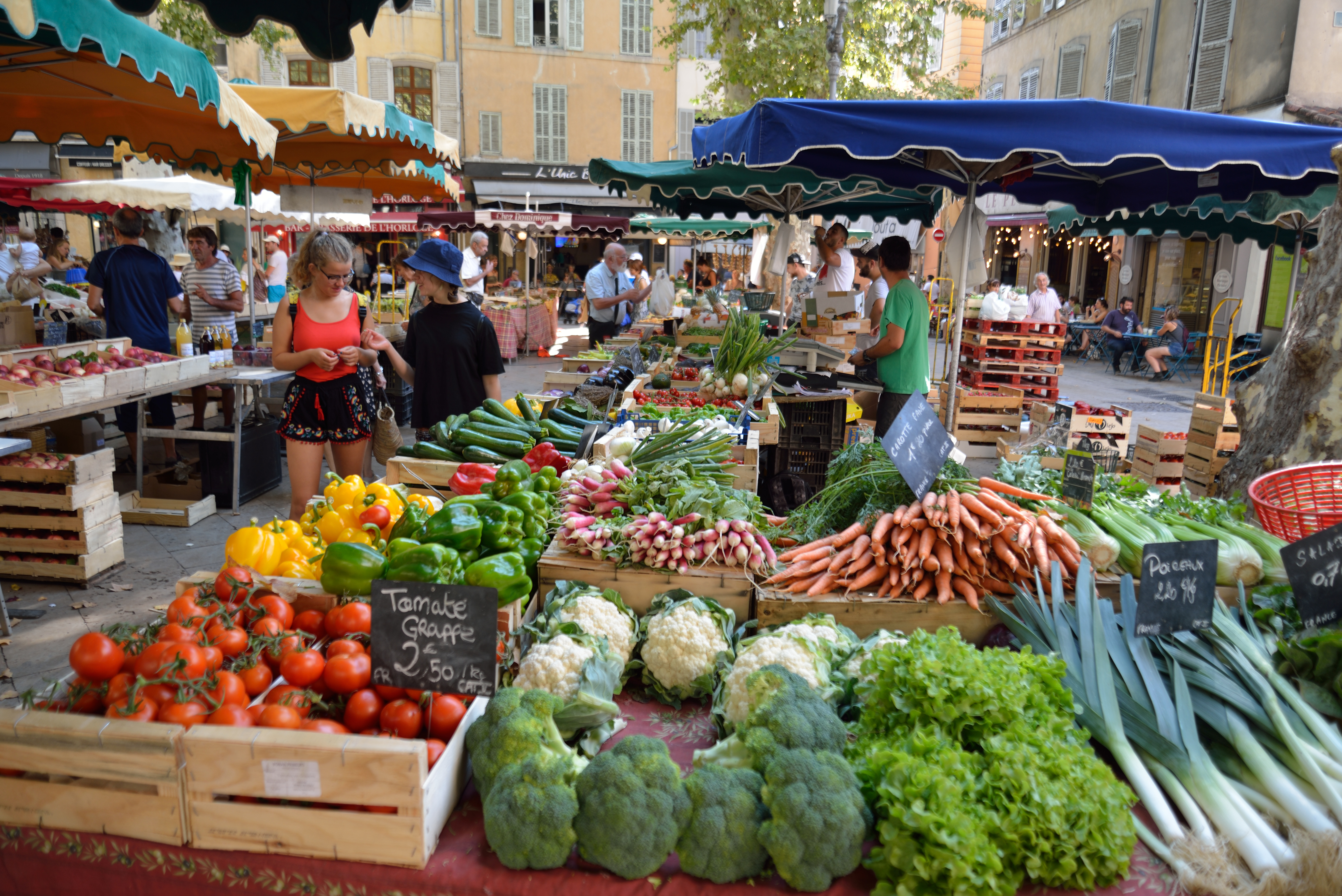
légumes verts, et rouges, et jaunes, etc.

Mise à part l'aubergine en climat méditerranéen, il est probable que les potagers étaient plus verts avant la découverte de nouveau monde qui apporta des légumes colorés (tomate, poivron, courge, potiron). Au moyen-âge, les légumes étaient classés en racines, féculents et légumes verts (choux, salades, bettes, cardons, épinards) . Les 3 légumes de base des récoltes et de l'alimentation sont verts : bette, chou, poireau . Mais le concept de légume vert déborde[pas clair] la couleur verte : les légumes verts sont à l'époque l'apanage de privilégiés[pas clair] des monastères et aristocrates , la médecine les considère comme « froids, humides et digestes », recommandés aux hommes jeunes (chauds et secs) mais déconseillés aux femmes et aux vieillards . 
La catégorie légume vert est utilisée par les botanistes de la renaissance : en 1615, le botaniste Jacques Dalechamps écrit à propos du genêt (cytise d'Espagne) qu'il « est d'un vert pale, ayant le gout d'un Légume vert, toutefois il a un peu d'amertume » .  

### La notion de garniture en cuisine

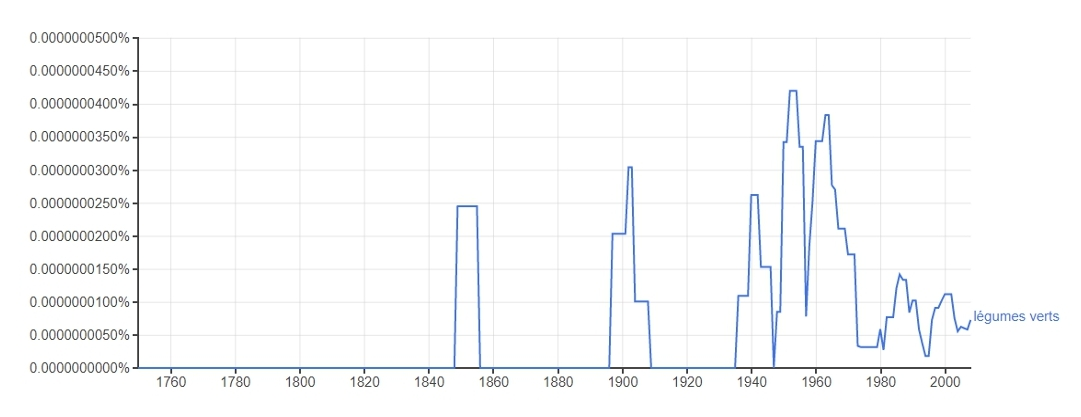
Fréquence de l'expression légume vert dans les sources imprimées depuis 1750 : le maximum est pendant les 30 glorieuses

Au XIXe siècle, les cuisiniers utilisent le concept de légume vert pour distinguer les garnitures : « les légumes verts, tels que petits pois, petites fèves, haricots verts, haricots blancs, choux-fleurs, culs d'artichauts, champignons tournés, concombres, pointes d'asperges et petits oignons... vous vous servez de cette garniture pour les relevées de potages, entrées, pâtes, entremets ; vous pouvez aussi vous servir de purée de pois verts... » . Le lien entre légumes verts et garniture d'accompagnement persiste jusqu'à aujourd'hui : « les légumes verts sont préférés en accompagnement des viandes rôties et grillées, les féculents aux plats en sauce » . 
A cette époque, le terme est également fréquent chez les juristes, et en médecine ,,. 

### Les biais actuels
La fréquence de l'expression légume vert dans les sources imprimées est la plus élevée durant la seconde partie du XXe siècle . En 1957, une distinction est faite entre les aliments énergétiques et les aliments protecteurs pour la santé dont font partie les légumes verts, les seconds sont plus coûteux à produire que les premiers, ce qui conduit les planificateurs français à orienter l'agriculture vers la production massive des seconds pour en baisser les prix . 
La définition est toujours imprécise de nos jours : les agronomes utilisent la catégorie légumes verts par opposition aux légumes secs et aux fruits . Les statisticiens opposent légumes verts aux féculents et aux fruits . Les nutritionnistes n'ont pas perdu la référence à la couleur « varier les couleurs dans l’assiette et au cours du repas : des légumes verts, certes, mais aussi des jaunes et des rouges, des oranges et des violets » . 
Les légumes verts du XXIe siècle, couleur de l'écologie politique, sont naturels, sains, et s'adaptent aux maux du temps : ils sont réputés faire mincir, et bien que verts, ils sont antioxydants ,,. Alors qu'au XIXe siècle ils étaient considérés comme de faible valeur alimentaire voire indigestes quand ils sont vieux, ils sont aujourd'hui recommandés aux personnes âgées, aux sportifs et aux personnes carencées ,,,.  

## Liste
On regroupe sous le nom légume vert les légumes suivants :
- Artichaut
- Asperge
- Aubergine
- Bette (Blette, Poirée)
- Betterave rouge
- Brocoli
- Carotte
- Céleri (Céleri-branche ou Céleri-rave)
- Chayote
- Chou
- Chou commun (Chou-pomme, Chou frisé, Chou blanc, Chou rouge...)
- Chou-fleur
- Cœur de palmier
- Courgette
- Endive
- Épinard
- Épinard de Malabar
- Fenouil
- Gundelia, consommé au Moyen-Orient
- Haricot (Haricot vert ou Haricot beurre)
- Haricot mungo
- Kangkung ou liseron d'eau (Épinard aquatique)
- Navet
- Pak-choï
- Poireau
- Pourpier
- Rhubarbe
- Poivron (Poivron vert, Poivron jaune, ou Poivron rouge)
- Salade
- Salsifis
- Tatsoi
- Tomate
- Warrigal